# Emplectonema giganteum
Emplectonema giganteum är en djurart som tillhör fylumet slemmaskar, och som först beskrevs av Addison Emery Verrill 1873.  Emplectonema giganteum ingår i släktet Emplectonema och familjen Emplectonematidae. Inga underarter finns listade i Catalogue of Life.